# Calmar (Iowa)
Calmar ist eine Stadt (mit dem Status „City“) im Winneshiek County im US-amerikanischen Bundesstaat Iowa. Im Jahr 2010 hatte Calmar 978 Einwohner, deren Zahl sich bis 2013 auf 965 verringerte. Das U.S. Census Bureau hat bei der Volkszählung 2020 eine Einwohnerzahl von 1.125 ermittelt.

## Geografie
Calmar liegt im mittleren Nordosten Iowas rund 70 westlich des Mississippi, der die Grenze Iowas zu Wisconsin bildet. Nach Minnesota sind es rund 40 km in nördlicher Richtung.
Calmar liegt in der Driftless Area genannten eiszeitlich geformten Region, die sich über das südöstliche Minnesota, das südwestliche Wisconsin, das nordöstliche Iowa und das äußerste nordwestliche Illinois erstreckt. Bei der letzten Eiszeit, der so genannten Wisconsin Glaciation, blieb die Region eisfrei, sodass sich die Flusstäler auch während dieser Zeit tiefer in das Plateau einschneiden konnten.
Die geografischen Koordinaten von Calmar sind 43°11′01″ nördlicher Breite und 91°51′51″ westlicher Länge. Die Stadt erstreckt sich über eine Fläche von 2,77 km² und ist die größte Ortschaft innerhalb der Calmar Township. Ein kleiner Teil des Stadtgebiets erstreckt sich in die benachbarte Washington Township.
Nachbarorte von Calmar sind Decorah (17,7 nordnordöstlich), Ossian (11 km ostsüdöstlich), Castalia (19,1 km in der gleichen Richtung), West Union (26,9 km südlich), Saint Lucas (17,1 km südsüdwestlich), Fort Atkinson (7,8 km südwestlich), Spillville (9,3 km westnordwestlich).
Die nächstgelegenen größeren Städte sind La Crosse in Wisconsin (107 km nordöstlich), Wisconsins Hauptstadt Madison (231 km östlich), Dubuque an der Schnittstelle der Staaten Iowa, Wisconsin und Illinois (150 km südöstlich), die Quad Cities in Iowa und Illinois (265 km südsüdöstlich), Cedar Rapids (153 km südlich), Waterloo (107 km südsüdwestlich), Iowas Hauptstadt Des Moines (288 km südwestlich), Rochester in Minnesota (134 km nordnordwestlich) und die Twin Cities in Minnesota (Minneapolis und Saint Paul) (263 km in der gleichen Richtung).

## Verkehr
Der U.S. Highway 52 führt durch das nordwestliche Stadtgebiet von Calmar. Daneben treffen noch die Iowa State Highways 24 und 150 in Calmar zusammen. Alle weiteren Straßen sind untergeordnete Landstraßen, teils unbefestigte Fahrwege sowie innerörtliche Verbindungsstraßen.
In West-Ost-Richtung führt eine Eisenbahnlinie für den Frachtverkehr der Canadian Pacific Railway (CP) durch das Stadtgebiet von Calmar.
Mit dem Decorah Municipal Airport befindet sich 21,5 km nordöstlich ein kleiner Flugplatz. Der nächste Verkehrsflughafen ist der 107 km südsüdwestlich gelegene Waterloo Regional Airport, von wo aus durch Zubringerflüge Anschluss an den Großflughafen Chicago O’Hare besteht.

## Bevölkerung
Nach der Volkszählung im Jahr 2010 lebten in Calmar 978 Menschen in 444 Haushalten. Die Bevölkerungsdichte betrug 353,1 Einwohner pro Quadratkilometer. In den 444 Haushalten lebten statistisch je 2,2 Personen.
Ethnisch betrachtet setzte sich die Bevölkerung zusammen aus 98,0 Prozent Weißen, 0,3 Prozent Afroamerikanern, 0,1 Prozent (eine Person) Asiaten sowie 0,6 Prozent aus anderen ethnischen Gruppen; 1,0 Prozent stammten von zwei oder mehr Ethnien ab. Unabhängig von der ethnischen Zugehörigkeit waren 2,0 Prozent der Bevölkerung spanischer oder lateinamerikanischer Abstammung.
21,5 Prozent der Bevölkerung waren unter 18 Jahre alt, 65,3 Prozent waren zwischen 18 und 64 und 13,2 Prozent waren 65 Jahre oder älter. 48,3 Prozent der Bevölkerung waren weiblich.
Das mittlere jährliche Einkommen eines Haushalts lag bei 47.961 USD. Das Pro-Kopf-Einkommen betrug 19.502 USD. 19,0 Prozent der Einwohner lebten unterhalb der Armutsgrenze.